# Horst Janssen
Pour les articles homonymes, voir Janssen.
Horst Janssen, né le 14 novembre 1929 à Hambourg où il meurt le 31 août 1995, est un dessinateur, graveur lithographe, affichiste et illustrateur allemand qui eut une production prolifique.

## Biographie
Horst Janssen, fils illégitime de Martha Janssen, grandit à Oldenbourg. Son père, qu'il ne connaîtra jamais, est un voyageur de commerce souabe, Karl Gottlob Bauder.
Il suit l’enseignement d'Alfred Mahlau (en) à la Landeskunstschule à Hambourg. Il publie d'abord ses œuvres dans l'hebdomadaire Die Zeit en 1947. Au début des années 1950, il se met à la lithographie, sur une initiative du fabricant de papier Guido Dessauer (en) d'Aschaffenbourg, en Bavière, en utilisant les moyens techniques de son usine de fabrication de papier de couleur.
La première rétrospective de ses dessins et œuvres graphiques a lieu en 1965, d'abord à la Kestnergesellschaft à Hanovre, puis dans d'autres villes allemandes ainsi qu'à Bâle. En 1966, il reçoit le prix Edwin Scharff à Hambourg suivi de plusieurs expositions internationales. En 1968, il reçoit le grand prix en art graphique à la Biennale de Venise et, en 1977, ses œuvres sont exposées à la sixième Documenta de Cassel.
Sa vie est marquée par de nombreux mariages, de virulentes opinions, un alcoolisme avéré ainsi qu'un dévouement désintéressé à l'art de la gravure.

## Publications
- Radierungen 1970-1971, Landschaftsradierungen, Propyläen, 1971

## Postérité

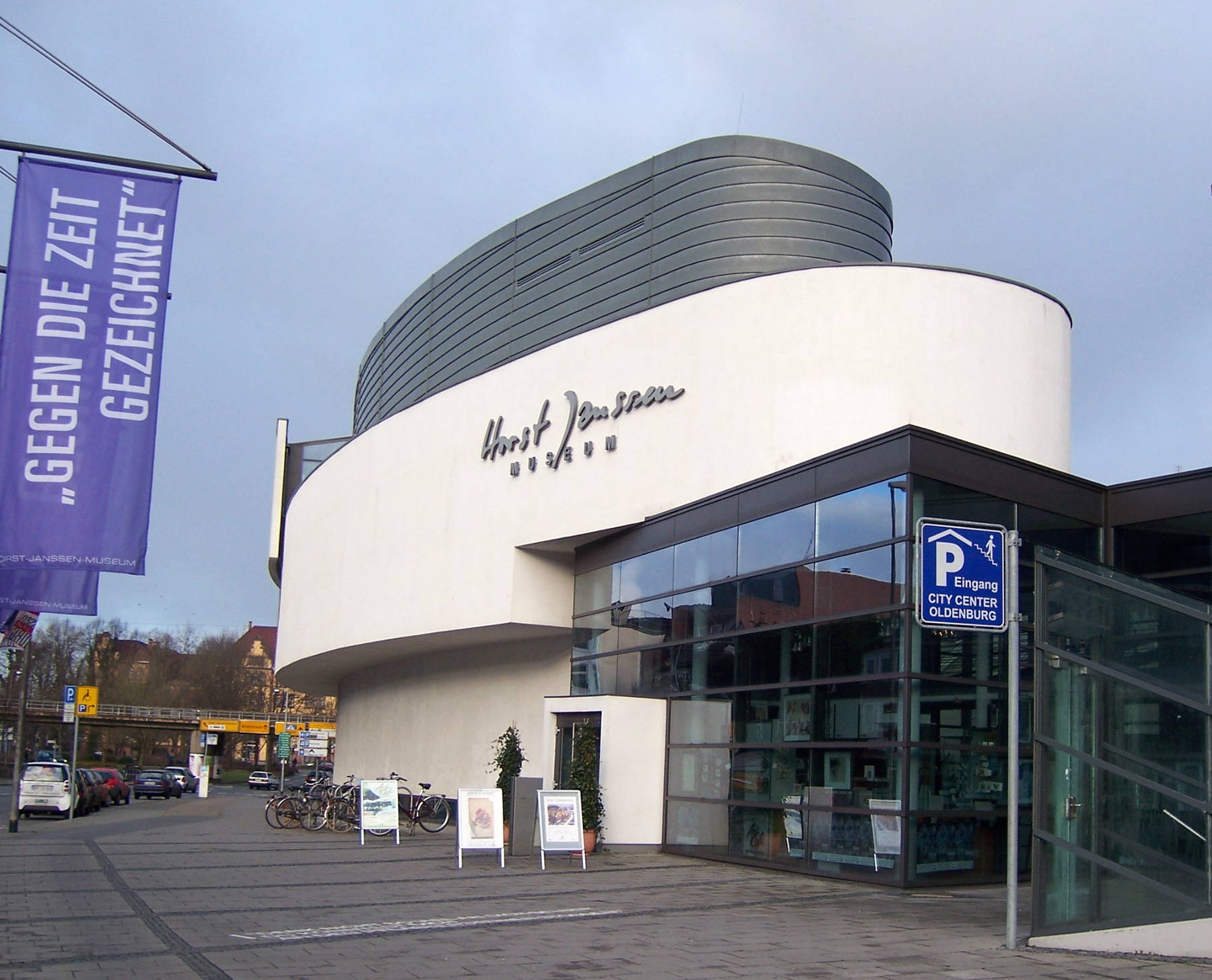
Musée Horst Janssen, Oldenbourg.

Le musée Horst Janssen (en), établi dans la ville d'Oldenbourg (Basse-Saxe) où il a grandi, lui est dédié. Son œuvre est présente à l'échelle internationale dans de grands musées.

### Filmographie
- Bernd Boehm, Hinrich Lührs, Horst Janssen, dessinateur et provocateur, documentaire, 2014, 26 min, diffusion en novembre 2014 sur Arte.